# 9917 Кейнс
9917 Кейнс (9917 Keynes) — астероїд головного поясу, відкритий 26 червня 1979 року.
Тіссеранів параметр щодо Юпітера — 3,524.